# Sonet 137 (William Szekspir)

Pierwszy przekład sonetu 136 na język polski z 1866 przez Karola Pieńkowskiego.

Thou blind fool, Love, what dost thou to mine eyes,
 
That they behold, and see not what they see?
 
They know what beauty is, see where it lies,
 
Yet what the best is take the worst to be.
 
If eyes, corrupt by over-partial looks, 
 
Be anchored in the bay where all men ride,
 
Why of eyes' falsehood hast thou forged hooks,
 
Whereto the judgment of my heart is tied?
 
Why should my heart think that a several plot,
 
Which my heart knows the wide world's common place?
 
Or mine eyes, seeing this, say this is not,
 
To put fair truth upon so foul a face?

In things right true my heart and eyes have erred,
And to this false plague are they now transferred.

Przecz zwodzisz oczy me, ślepa miłości,
 
Oczy, co widzą, a nie widzą przecie?
 
Co znają piękność i wiedzą, gdzie gości,
 
I dopatrują dobrali w złem li w świecie?
 
Gdy tak stronnicze szukają źrenice
 
Onej dla wszystkich otwartej przystani,
 
Dlaczego mylny wzrok zmieniasz w kotwicę,
 
By mego serca żal wspierał się na niej?
 
Ma li me serce twoim zwać dobytkiem
 
To, co własnością jest całego świata?
 
Ma widzieć prawdę, gdzie, jak widzi, w brzydkiem
 
Fałsz połączeniu z twem licem się brata?

Prawda me serce i oko uwiodła,
Przeto je nęci wciąż kłamliwość podła.

Sonet 137 (incipit THou blinde foole loue,what dooſt thou to mine eyes) – jeden z cyklu 154 sonetów autorstwa Williama Szekspira. Po raz pierwszy został opublikowany w 1609 roku.

## Treść
W sonecie tym podmiot liryczny, przez niektórych badaczy utożsamiany z autorem, po jedenastu sonetach opisujących erotyczny urok Czarnej Damy, zwraca uwagę na swoje nią zaślepienie, które być może nie pozwala mu ocenić prawidłowo rzeczywistości.
Sonet ten nawiązuje do konwencji ustalonej przez Francesco Petrarcę w sonetach do Laury, przypisując oczom moc przewodzenia w miłości i niszczenia osobowości

## Polskie przekłady
| 1866 |  | W cóż czar miłości obrócił me oczy,               |  | Karol Pieńkowski    | [ 10 ] |
| 1913 |  | Cóż uczyniłaś, ślepa i szalona                    |  | Maria Sułkowska     | [ 11 ] |
| 1922 |  | Przecz zwodzisz oczy me, ślepa miłości,           |  | Jan Kasprowicz      | [ 4 ]  |
| 1948 |  | Cóż to zrobiłeś, ślepy głupcze Kupidynie,         |  | Władysław Tarnawski | [ 12 ] |
| 1968 |  | Miłości, błaźnie ślepy, co ty mi z oczami         |  | Marian Hemar        | [ 13 ] |
| 1979 |  | Co czynisz, głupia i ślepa Miłości,               |  | Maciej Słomczyński  | [ 14 ] |
| 2011 |  | Ślepa Miłości, w obłęd chcesz mnie wpędzić chyba, |  | Stanisław Barańczak | [ 6 ]  |
| 2015 |  | Miłości ślepa, cóż mym oczom czynisz              |  | Ryszard Długołęcki  | [ 15 ] |